# Vojevolichan
Vojevolichan (rusky Воеволихан) je řeka v Evenckém rajónu v Krasnojarském kraji v Rusku. Je 356 km dlouhá. Povodí má rozlohu 11 600 km².

## Průběh toku
Vzniká soutokem zdrojnic Chusmund a Vojevoli na náhorní planině Syverma a teče severním směrem. Ústí zprava do Kotuje (povodí Chatangy).

### Přítoky
- zleva – Kotujkan

Koncem září řeka zamrzává, od začátku října je zcela zamrzlá. Ledy začínají tát na přelomu května a června. V okolí řeky žije až 200 tisíc divokých sobů.